# 佛朗哥港
佛朗哥港是巴西马拉尼昂州的一个市镇。总面积1417.483平方公里，总人口18554人，人口密度13.1人/平方公里。